# Sor ye-yé
Sor ye-yé es una película musical de 1968 coproducida por España y México, dirigida por Tito Fernández y protagonizada por Hilda Aguirre, Manuel Gil y Enrique Guzmán. La película, que supuso la consagración internacional en Latinoamérica y España de Hilda Aguirre, se realizó en acento mexicano aunque, en España, se doblaron los diálogos al acento castellano salvo las canciones (que se mantuvieron en la versión original mexicana). Por otra parte, para el estreno de esta cinta en el continente americano, las voces de los actores españoles que intervinieron en la misma también fueron dobladas pero por actores mexicanos. Parte del argumento toma como modelo la novela varias veces llevada al cine La hermana San Sulpicio.

## Argumento
María (Hilda Aguirre) es una joven muchacha huérfana que vive con su adinerada tía Emilia (Margot Cottens). María suele cantar en un bar de copas junto a sus amigos (quienes conforman un grupo de rock llamado "Los Yakis Voladores"), y disfruta de la noche con ellos. Uno de sus amigos, Enrique (Enrique Guzmán), está enamorado de ella, aunque ella no parece sentir lo mismo por él. De hecho, sus múltiples dudas existenciales y un extraño vacío que siente en su vida, la impulsan repentinamente a entrar en un convento como novicia, rompiéndole el corazón a Enrique. Sin embargo, con su carácter alegre, abierto y rebelde, no parece amoldarse a la vida en la clausura, y especialmente tiene problemas con la maestra de las novicias (Ofelia Guilmain), que la suele castigar para intentar llevarla por el camino recto. En el convento, que también funciona como hospital infantil, conoce a un médico (Manuel Gil) con el que no se lleva del todo bien por el contraste entre sus dos caracteres, aunque a su manera se tienen cariño y respeto mutuo. 
Mientras tanto, el convento pasa por dificultades económicas, y las monjas apenas tienen lo justo para alimentar a los niños, lo que les obliga a pasar hambre a ellas mismas. María arregla la situación consiguiendo una donación "voluntaria" de su tía para abastecer el convento de los alimentos básicos, lo que hace montar en cólera a su tía diciéndole que busque el dinero en otra parte. Y como las dificultades económicas se hacen cada vez más serias, tiene que buscar dinero, en primer lugar para la operación de uno de los niños, para que recupere la vista, y en segundo lugar para evitar el propio cierre del convento. María decide, tras pedir permiso a la madre superiora (Carmen Montejo) y al obispo, acudir como cantante al Festival de la Canción de Sanremo para intentar ganar el premio económico que salvará definitivamente al convento. Allí, sin embargo, tendrá que enfrentarse a Enrique, que también desea ganar el festival, y mientras tanto, parece que los sentimientos del doctor hacia Sor ye-yé son cada vez más fuertes, y María tiene cada vez más dudas sobre su vocación...

## Reparto
- María "Sor Yeye" (Hilda Aguirre)
- Enrique (Enrique Guzmán)
- Doctor Juan (Manuel Gil)
- Madre María de los Ángeles (Sara García)
- Tía Emilia (Margot Cottens)
- Madre Superiora (Carmen Montejo)
- Sor Emilia "Madre Maestra" (Ofelia Guilmain)
- Sor Inocente (Adriana Roel)
- La Susy (Lina Canalejas)
- Pepe Castaño (José Manuel Gálvez Velandia)
- Obispo (Enrique García Álvarez)
- Marcos "Niño Ciego"  (Juan Antonio Edwards)
- Benny (Benny Ibarra "Padre")
- Monja Sorda (Delia Magaña)
- Novicia (Norma Mora)
- Mama del Doctor (Fanny Schiller)
- Niño del Hospital (Álex Carrillo)

## Temas musicales
- Quiero vivir (interpretada por Estela Núñez)
- Igual por igual (interpretada por Carlos Lico)
- Esa campana (interpretada por Enrique Guzmán)
- Ave María (interpretada por Estela Núñez)
- No vale la pena (interpretada por Estela Núñez)
- Adivina, adivinanza (interpretada por Estela Núñez)
- Sor ye-yé (interpretada por Los Yaki)
- No quiero estar en casa (interpretada por Los Yaki)
- Arrepentido (interpretada por Enrique Guzmán)
- Ya me voy (interpretada por Estela Núñez)
- Andando de tu mano (interpretada por Estela Núñez y Enrique Guzmán)

## Polémica
Originalmente se presentó a Hilda Aguirre como la protagonista única del musical y como si fuera ella la intérprete de las canciones. Esto pronto se demostró que no era cierto, ya que la voz en las canciones era interpretada por una entonces desconocida Estela Núñez, a la que inicialmente se le prohibió decir que era ella la cantante e incluso cantar esas canciones en público. Sin embargo, ella poco después saltó a la fama y, posteriormente, Enrique Guzmán reveló en una entrevista que era Estela Núñez la voz musical en la película.